# فورسان (تگزاس)
فورسان، تگزاس (به انگلیسی: Forsan, Texas) یک شهر در ایالات متحده آمریکا با جمعیت ۲۲۶ نفر است که در تگزاس واقع شده‌است.

## موقعیت جغرافیایی
موقعیت جغرافیایی شهرها و مناطق اطراف به شرح زیر است: